# Miqueas (nombre)
Miqueas (del hebreo: מִיכָה [Mijah], comúnmente aceptado como síncopa de מִכיָה [Mikyah], ‘¿quién como YHWH?’) es la variante española de un nombre propio masculino .

## Equivalencias en otros idiomas
| Variantes en otras lenguas | Variantes en otras lenguas |
| -------------------------- | -------------------------- |
| Español                    | Miqueas                    |
| Hebreo                     | מִיכָה                       |
| Inglés                     | Micah                      |

## Santoral
Tradicionalmente, la celebración del profeta Miqueas corresponde al día 15 de enero.